# Andreas Meklau
Andreas Meklau (Bruck an der Mur, 7 de junio de 1967) es un piloto de motociclismo austríaco. Compitió en el Campeonato Mundial de Superbikes durante diez años. Ganó una carrera en Österreichring en 1993.

## Resultados

### Mundial de Superbikes

#### Carreras por año
| Años | Equipo | 1       | 1       | 2       | 2       | 3       | 3       | 4       | 4      | 5       | 5       | 6       | 6       | 7      | 7       | 8       | 8       | 9      | 9       | 10      | 10      | 11      | 11      | 12      | 12      | 13     | 13      | Pos. | Pts. |
| Años | Equipo | R1      | R2      | R1      | R2      | R1      | R2      | R1      | R2     | R1      | R2      | R1      | R2      | R1     | R2      | R1      | R2      | R1     | R2      | R1      | R2      | R1      | R2      | R1      | R2      | R1     | R2      | Pos. | Pts. |
| ---- | ------ | ------- | ------- | ------- | ------- | ------- | ------- | ------- | ------ | ------- | ------- | ------- | ------- | ------ | ------- | ------- | ------- | ------ | ------- | ------- | ------- | ------- | ------- | ------- | ------- | ------ | ------- | ---- | ---- |
| 1991 | Honda  | GBR     | GBR     | SPA DNS | SPA DNS | CAN     | CAN     | USA     | USA    | AUT 24  | AUT 24  | SMR     | SMR     | SWE    | SWE     | JPN     | JPN     | MAL    | MAL     | GER DNQ | GER DNQ | FRA DNS | FRA DNS | ITA Ret | ITA Ret | AUS    | AUS     | NC   | 0    |
| 1992 | Ducati | SPA DNQ | SPA DNQ | GBR Ret | GBR 25  | GER 13  | GER Ret | BEL     | BEL    | SPA     | SPA     | AUT 12  | AUT 13  | ITA 19 | ITA 17  | MAL     | MAL     | JPN    | JPN     | NED 23  | NED 13  | ITA 21  | ITA 18  | AUS     | AUS     | NZL    | NZL     | 36.º | 13   |
| 1993 | Ducati | IRL     | IRL     | GER     | GER     | SPA     | SPA     | SMR     | SMR    | AUT 1   | AUT 3   | CZE     | CZE     | SWE    | SWE     | MAL     | MAL     | JPN    | JPN     | NED     | NED     | ITA     | ITA     | GBR 7   | GBR 7   | POR 7  | POR 7   | 15.º | 63.5 |
| 1994 | Ducati | GBR 15  | GBR DSQ | GER Ret | GER 10  | ITA 10  | ITA 10  | SPA 7   | SPA 4  | AUT 2   | AUT 2   | INA 6   | INA 5   | JPN 9  | JPN Ret | NED 9   | NED 12  | SMR 6  | SMR DNS | EUR 7   | EUR 9   | AUS 14  | AUS 10  |         |         |        |         | 6.º  | 148  |
| 1995 | Ducati | GER Ret | GER 11  | SMR 11  | SMR 7   | GBR Ret | GBR 14  | ITA Ret | ITA 9  | SPA 8   | SPA 7   | AUT 6   | AUT Ret | USA 18 | USA Ret | EUR Ret | EUR 17  | JPN 16 | JPN 18  | NED 13  | NED Ret | INA 8   | INA 10  | AUS 18  | AUS 18  |        |         | 13.º | 72   |
| 1996 | Ducati | SMR Ret | SMR DNS | GBR     | GBR     | GER 13  | GER 11  | ITA 12  | ITA 11 | CZE 12  | CZE 12  | USA     | USA     | EUR    | EUR     | INA     | INA     | JPN    | JPN     | NED 16  | NED 10  | SPA DNS | SPA 17  | AUS     | AUS     |        |         | 18.º | 31   |
| 1997 | Ducati | AUS 8   | AUS 15  | SMR     | SMR     | GBR 17  | GBR 14  | GER 10  | GER 10 | ITA 11  | ITA Ret | USA DNS | USA DNS | EUR    | EUR     | AUT 15  | AUT 8   | NED    | NED     | SPA     | SPA     | JPN     | JPN     | INA     | INA     |        |         | 18.º | 40   |
| 1998 | Ducati | AUS     | AUS     | GBR     | GBR     | ITA 11  | ITA 9   | SPA     | SPA    | GER Ret | GER Ret | SMR 9   | SMR 9   | RSA    | RSA     | USA     | USA     | EUR    | EUR     | AUT 14  | AUT 13  | NED     | NED     | JPN     | JPN     |        |         | 18.º | 31   |
| 1999 | Ducati | RSA 13  | RSA Ret | AUS 10  | AUS 11  | GBR     | GBR     | SPA 12  | SPA 11 | ITA 10  | ITA 8   | GER 8   | GER 10  | SMR    | SMR     | USA     | USA     | EUR 11 | EUR 12  | AUT Ret | AUT 7   | NED 8   | NED 9   | GER Ret | GER 6   | JPN 21 | JPN Ret | 11.º | 94   |
| 2000 | Ducati | RSA 11  | RSA 12  | AUS Ret | AUS 17  | JPN 11  | JPN 12  | GBR 14  | GBR 9  | ITA Ret | ITA 8   | GER 6   | GER 8   | SMR 11 | SMR 13  | SPA 11  | SPA Ret | USA 12 | USA Ret | EUR 13  | EUR 9   | NED Ret | NED 9   | GER 16  | GER 12  | GBR 23 | GBR 16  | 13.º | 91   |
| 2004 | Suzuki | SPA     | SPA     | AUS     | AUS     | SMR     | SMR     | ITA     | ITA    | GER 13  | GER 10  | GBR     | GBR     | USA    | USA     | EUR     | EUR     | NED    | NED     | ITA     | ITA     | FRA     | FRA     |         |         |        |         | 28.º | 9    |

### Campeonato del Mundo de Motociclismo

#### Carreras por año
| Año  | Categoría | Moto       | 1      | 2      | 3      | 4      | 5      | 6      | 7      | 8      | 9       | 10     | 11     | 12     | 13     | 14      | Pts. | Pos. |
| ---- | --------- | ---------- | ------ | ------ | ------ | ------ | ------ | ------ | ------ | ------ | ------- | ------ | ------ | ------ | ------ | ------- | ---- | ---- |
| 1993 | 500cc     | ROC-Yamaha | AUS 19 | MAL 21 | JPN 24 | SPA 18 | AUT 24 | GER 18 | NED 17 | EUR 13 | RSM Ret | GBR 17 | CZE 18 | ITA 24 | USA 19 | FIM Ret | 3    | 35.º |